# یواس‌اس اوتاگامی کانتی (ال‌اس‌تی-۱۰۷۳)
یواس‌اس اوتاگامی کانتی (ال‌اس‌تی-۱۰۷۳) (به انگلیسی: USS Outagamie County (LST-1073)) یک کشتی است که طول آن ۳۲۸ فوت (۱۰۰ متر) می‌باشد. این کشتی در سال ۱۹۴۵ ساخته شد.